# اکتاهیدروکسی‌آنتراکوینون
اکتاهیدروکسی‌آنتراکوینون (به انگلیسی: Octahydroxyanthraquinone) یک ترکیب شیمیایی با شناسه پاب‌کم ۹۸۴۰۷۰۳ است. 